# Google Trends
Google Trends – serwis Google udostępniający informacje na temat liczby, pochodzenia, zależności od czasu i głównych regionów zapytań kierowanych do wyszukiwarki Google. Usługa pozwala m.in. na porównanie częstości różnych zapytań na wykresie. Ranking można sortować także według języka i państwa, z którego zapytania pochodzą.
„Podserwisem” Google Trends jest Google Music Trends pokazującym tytuły najczęściej słuchanych przez użytkowników Google Talk piosenek.

## Zastosowanie
Google Trends jest stosowane dla oceny kampanii medialnych, obecnych trendów zainteresowań internautów, a nawet w celach naukowych.

## Kontrowersje
System działa na podstawie numeru IP, z którego padło zapytanie. W związku z tym jest on podatny na zafałszowanie wyników poprzez sztuczne generowanie zapytań z odpowiedniej klasy IP.